# 1969 في سوريا
فيما يلي قوائم الأحداث التي وقعت خلال عام 1969 في سوريا.

## أفلام
من الأفلام التي صدرت هذه السنة في سوريا:
- 1 يناير – غزلان

## مواليد

### يناير
- 1 يناير – إبراهيم حميدي صحفي سوري.

### مايو
- 12 مايو – زياد الرفاعي
- 15 مايو – أصالة نصري مطربة سورية.

### يوليو
- 10 يوليو – رامي مخلوف
- 21 يوليو – أفرام روسو مغني روسي.

### أغسطس
- 3 أغسطس – سامر المصري ممثل سوري.

### أكتوبر
- 25 أكتوبر – أحمد العاصي الجربا سياسي سوري.

### نوفمبر
- 10 نوفمبر – خلف علي خلف كاتب سوري.

## وفيات

### يناير
- 1 يناير – محمد الحامد (مواليد 1910)

### مارس
- 2 مارس – عبد الكريم الجندي (مواليد 1932)

### يونيو
- 6 يونيو – محمد حسني (مواليد 1894)

### ديسمبر
- 30 ديسمبر – محب الدين الخطيب (مواليد 1886) صحفي سوري.